# Die Frau nebenan
Die Frau nebenan (Originaltitel: La Femme d’à côté) ist ein französisches Filmdrama von François Truffaut aus dem Jahr 1981 mit Fanny Ardant und Gérard Depardieu in den Hauptrollen.

## Handlung
Die ersten Bilder des Films: Ein Polizeiwagen, der im nächtlichen Dunkel mit Blaulicht und in hohem Tempo eine Landstraße entlangfährt. Die ersten Worte des Films: Eine Frau im mittleren Alter spricht direkt in Richtung Kamera – Madame Jouve. Sie ist die Geschäftsführerin eines Tennisclubs und weiß um die Geschichte, die an ihrem Ende zur Ankunft des Polizeiwagens und eines Krankenwagens führen wird. Als die Kamera zurückfährt, sieht man, dass Madame Jouve eine Beinprothese trägt, und wenig später erfährt man, dass ihre Verletzung die Folge war eines Suizidversuchs vor langer Zeit, als der von ihr geliebte Mann sie verließ. Die Geschichte, die der Film nun erzählt, ist eine lange, ungefähr ein halbes Jahr abdeckende Rückblende, und Madame Jouve selbst wird in dieser Geschichte auch eine Nebenfigur und immer wieder Gesprächspartnerin der Protagonisten sein …
Der Schiffsingenieur Bernard Coudray lebt mit seiner Frau Arlette und dem gemeinsamen Sohn Thomas in einem kleinen Ort in der Nähe von Grenoble. Eines Tages zieht in das Haus nebenan das Ehepaar Philippe und Mathilde Bauchard. Als die neuen Nachbarn aufeinandertreffen, sind Bernard und Mathilde überrascht, ja fast erschrocken, sich wiederzusehen, denn beide kennen sich von früher. Vor acht Jahren beendeten sie ihre Liebesbeziehung, die von tiefer Leidenschaft und Hassliebe geprägt war. Bernard versucht, Mathilde zunächst aus dem Weg zu gehen. Als sie sich kurze Zeit später zufällig beim Einkaufen begegnen, kommt es jedoch zu einem Kuss, der ihre Gefühle füreinander erneut aufleben lässt. Ungeachtet ihrer ehelichen Beziehungen treffen sie sich fortan regelmäßig in einem Stundenhotel.
Mathilde will jedoch nicht mit einer Lüge auf dem Herzen weiterleben und bittet deshalb Bernard, die Affäre zu beenden. Sie hofft, beide könnten Freunde werden, und beschließt zudem, mit ihrem Mann Philippe ihre Flitterwochen nachzuholen. Bernard reagiert mit Eifersucht, die sich in unkontrolliertes Verlangen steigert, als bei einer Gartenfeier Mathildes Kleid zufällig zerreißt und sie plötzlich nur in Unterwäsche dasteht. Bernard kann sich nicht beherrschen und fällt vor allen Leuten über sie her. So erfahren auch ihre Ehepartner die Wahrheit über Bernard und Mathilde.
Auf ihrer Reise mit Philippe versucht Mathilde, Abstand zu gewinnen und sich emotional zu erholen. Doch obwohl Bernards Gefühlsausbrüche Mathilde erschrecken, sehnt sie sich noch immer nach ihm und seiner Liebe. Auch ihre Arbeit an einem Kinderbuch kann sie in der Folgezeit nicht von ihrer Sehnsucht ablenken, zumal Bernard ihr erneut aus dem Weg geht. Sie erleidet schließlich einen Nervenzusammenbruch und wird in ein Krankenhaus eingewiesen. Da sie sich von ihrer Depression nicht zu erholen scheint, bittet sogar Bernards Frau Arlette ihren Gatten, Mathilde zu besuchen. Philippe sorgt sich derweil sehr um das Wohl seiner Frau und arrangiert deshalb den Umzug in die Innenstadt von Grenoble. Nachdem die Bauchards ausgezogen sind, scheint in Bernards Familienleben wieder Normalität einzukehren. Eines Nachts hört er ein Geräusch vom leeren Haus nebenan. Er geht mit einer Taschenlampe hinüber und findet Mathilde, die bereits auf ihn gewartet hat. Sie küssen sich und lieben sich auf dem Fußboden, bevor Mathilde zu einer Pistole greift und zunächst ihn und dann sich selbst erschießt.

## Hintergrund
- Die Frau nebenan, eine Liebesgeschichte zweier Menschen, die weder mit- noch ohne einander leben können[1], ist ein Stoff, den François Truffaut ursprünglich schon Anfang der 1970er verfilmen wollte.[2] Was Truffaut an dem Stoff interessierte, war ein „Konzept, das in dem Wort Verbitterung enthalten ist. … Wenn eine Liebesbeziehung in die Brüche gegangen ist und es bleibt eine Verbitterung zurück, dann ist das … das Gegenteil von Vergessen, Gleichgültigkeit oder einer Normalisierung der Beziehung. Verbitterung bekommt in diesem Zusammenhang fast etwas Romantisches.“ Als einen der wenigen Filme, die dieses „Motiv der Verbitterung“ verwenden, sah er Nicholas Rays Johnny Guitar an[3], in dem die Hauptfiguren Vienna und Johnny sich nach vielen Jahren der Trennung wiederbegegnen, so wie in Die Frau nebenan Mathilde und Bernard. Damals, Anfang der 1970er ließ sich das Projekt nicht realisieren, und dann suchte Truffaut lange vergeblich nach einer Schauspielerin, die die Rolle der Mathilde glaubwürdig darstellen könnte. Diese fand er im Jahr 1979 in Fanny Ardant, als er sie im französischen Fernsehmehrteiler Die Damen von der Küste spielen sah. Im Januar 1981, während des traditionellen Soupers im Anschluss an die César-Verleihungen, bei dem Truffauts Die letzte Metro mehrfach ausgezeichnet worden war, u. a. Gérard Depardieu als bester Hauptdarsteller, kam es zur ersten gemeinsamen Begegnung des Regisseurs mit Depardieu und Ardant.[4] Für Truffaut stand sofort fest, dass Depardieu und Ardant die ideale Besetzung für sein neues Projekt sein würden. – Nach Die Frau nebenan spielte Fanny Ardant auch in Truffauts letztem Film, Auf Liebe und Tod (1983), die weibliche Hauptrolle.
- Gedreht wurde in und in der Umgebung von Grenoble von Anfang April bis Mitte Mai 1981.[5] Zu den Dialogen ließ sich Truffaut noch während der Dreharbeiten inspirieren.[6] Er schrieb die meisten Dialoge in den Drehpausen an den Wochenenden.
- Die Frau nebenan wurde am 30. September 1981 in Frankreich uraufgeführt. In Deutschland kam der Film am 4. Juni 1982 in die Kinos. Als Teil der François Truffaut Collection 1 erschien er 2004 auf DVD.

## Rezeption

### Filmkritiken beim Kinostart in Deutschland
Zwei Besprechungen namhafter Autoren zeigen beispielhaft, dass Die Frau nebenan von der damaligen deutschen Filmkritik eher skeptisch bis negativ aufgenommen wurde.
Karsten Witte schrieb in der Zeit vom 2. Juni 1982: „Truffaut unterhält auch in diesem, seinem 20. Film, ein inniges Verhältnis zur Fatalität, die als unbeständige Liebe stets zwischen den Partnern schläft. War aber früher das Liebäugeln mit dem Tod die sinnliche Erscheinungsform der Liebe, so ist es diesmal aus damit. Abgestumpft und glattgebügelt erscheint seine Welt, in der es einmal bestürzend heiter zuging.“ Und er beendete seinen Artikel in einem ironischen Ton: „… spiele ich mit dem Gedanken, ob Die Frau nebenan am Ende nicht doch ein Lustspiel ist. Als Parodie von Tristan und Isolde.“
Urs Jenny kam im Spiegel vom 6. Juni 1982 zu diesem Fazit: „Truffauts Menschenliebe, seine Liebe zu den beiden Verfluchten in ihrer Sandkastenwelt wie zu ihren Darstellern – zu der kalten Glut, die Fanny Ardant ausstrahlt, zu der vulkanischen Kraft, die von Gérard Depardieu ausgeht – ist überfließend; doch weil diese Liebe alles in einen Schmelz der Harmlosigkeit taucht, will sich die Hölle in der Idylle nicht wirklich auftun. Lubitsch wie Hitchcock waren weniger lieb mit ihren Geschöpfen.“

### Spätere Würdigungen
Das Lexikon des internationalen Films urteilte zum Zeitpunkt der DVD-Veröffentlichung im Rahmen der Truffaut Collection (2004), Truffauts Werk veranschauliche „die tragische Geschichte dieser ‚amour fou‘ mit meisterlicher Beiläufigkeit“. Der Film sei „tiefgründig, vielschichtig und hervorragend gespielt“.
Anne Gillain, durch mehrere Bücher über den Regisseur als Truffaut-Kennerin ausgewiesen, wertet den Film so: „Die Frau nebenan ist vielleicht Truffauts gelungenster Film, in dem sein Stil eine unübertroffene Perfektion erreicht. Es ist unbestreitbar sein dunkelstes Werk.“

## Auszeichnungen
Bei der César-Verleihung 1982 waren Fanny Ardant als Beste Hauptdarstellerin und Véronique Silver als Beste Nebendarstellerin für den César nominiert. Ardant unterlag am Ende Isabelle Adjani in Possession. Silver verlor wiederum gegen Nathalie Baye in Eine merkwürdige Karriere. Des Weiteren erhielt Die Frau nebenan den Gilde-Filmpreis 1983 in Gold in der Kategorie Ausländischer Film sowie eine Nominierung für den Japanese Academy Award als Bester ausländischer Film.

## Synchronisation
Die deutsche Synchronfassung entstand 1982 bei der Berliner Synchron. Das Dialogbuch schrieb Hans Bernd Ebinger, die Synchronregie führte Joachim Kunzendorf.
| Rolle              | Darsteller             | Synchronsprecher      |
| ------------------ | ---------------------- | --------------------- |
| Bernard Coudray    | Gérard Depardieu       | Wolfgang Pampel       |
| Mathilde Bauchard  | Fanny Ardant           | Gisela Fritsch        |
| Philippe Bauchard  | Henri Garcin           | Norbert Gescher       |
| Arlette Coudray    | Michèle Baumgartner    | Cornelia Meinhardt    |
| Madame Odile Jouve | Véronique Silver       | Christine Gerlach     |
| Roland Duguet      | Roger Van Hool         | Hubertus Bengsch      |
| Doktor             | Philippe Morier-Genoud | Friedrich G. Beckhaus |